# Municipio de Jefferson (condado de Wayne, Misuri)
El municipio de Jefferson (en inglés: Jefferson Township) es un municipio ubicado en el condado de Wayne en el estado estadounidense de Misuri. En el año 2010 tenía una población de 289 habitantes y una densidad poblacional de 2,95 personas por km².

## Geografía
El municipio de Jefferson se encuentra ubicado en las coordenadas 37°2′6″N 90°11′17″O / 37.03500, -90.18806. Según la Oficina del Censo de los Estados Unidos, el municipio tiene una superficie total de 97.9 km², de la cual 97,75 km² corresponden a tierra firme y (0,16 %) 0,15 km² es agua.

## Demografía
Según el censo de 2010, había 289 personas residiendo en el municipio de Jefferson. La densidad de población era de 2,95 hab./km². De los 289 habitantes, el municipio de Jefferson estaba compuesto por el 97,58 % blancos, el 0,35 % eran afroamericanos, el 0,35 % eran asiáticos, el 0,35 % eran de otras razas y el 1,38 % eran de una mezcla de razas. Del total de la población el 3,11 % eran hispanos o latinos de cualquier raza.